# Мамедов, Али Джалил оглы
Али Джалил оглы Мамедов (азерб. Əli Cəlil oğlu Məmmədov; 1898 год, Нахичеванский уезд — 1968 год, Нахичевань) — советский азербайджанский животновод, Герой Социалистического Труда (1949).

## Биография
Родился в 1898 году в селе Шахтахты Нахичеванского уезда Эриванской губернии (ныне Кенгерлинский район Нахичеванской АР Азербайджана).
Начал трудовую деятельность председателем в 1928 году в колхозе имени Берии (позже «Азербайджан») Нахичеванского района.
В 1948 году достиг высоких показателей в области животноводства.
Указом Президиума Верховного Совета СССР от 24 июня 1949 года за получение высоких урожаев хлопка Мамедову Али Джалил оглы присвоено звание Героя Социалистического Труда с вручением ордена Ленина и золотой медали «Серп и Молот».
С 1953 года на всесоюзной пенсии.
Скончался в 1968 году в Нахичевани.